# 딩리런
딩리런(중국어: 丁立人, 병음: Dīng Lìrén, 1992년 10월 24일 ~ )은 중국의 체스 그랜드마스터이자 세계 체스 선수권 대회의 2022년부터 2024년까지 챔피언이다.